# Rio Chança
O rio Chança é um rio afluente do rio Guadiana, localizado na margem esquerda deste, demarcando a fronteira entre Portugal e a Espanha, desde Vila Verde de Ficalho até à foz, no Pomarão.
Nasce na serra de Aracena, no município de Cortegana, província de Huelva (Andaluzia) dentro do Parque Natural da Serra de Aracena e Picos de Aroche. Delimita a fronteira Espanha-Portugal a partir da chamada serra do Ficalho ou serra da Adiça, nas imediações de Vila Verde de Ficalho, desaguando no rio Guadiana a jusante do Pomarão.
Sobre as suas águas foi inaugurada em 26 de fevereiro de 2009 a Ponte Internacional do Baixo Guadiana. Esta veio aproximar a localidade portuguesa de Pomarão de Espanha. Do lado espanhol a maior localidade próxima é El Granado, a cerca de 20 km. A montante desta ponte encontra-se a barragem do Chança, inaugurada em 1985.

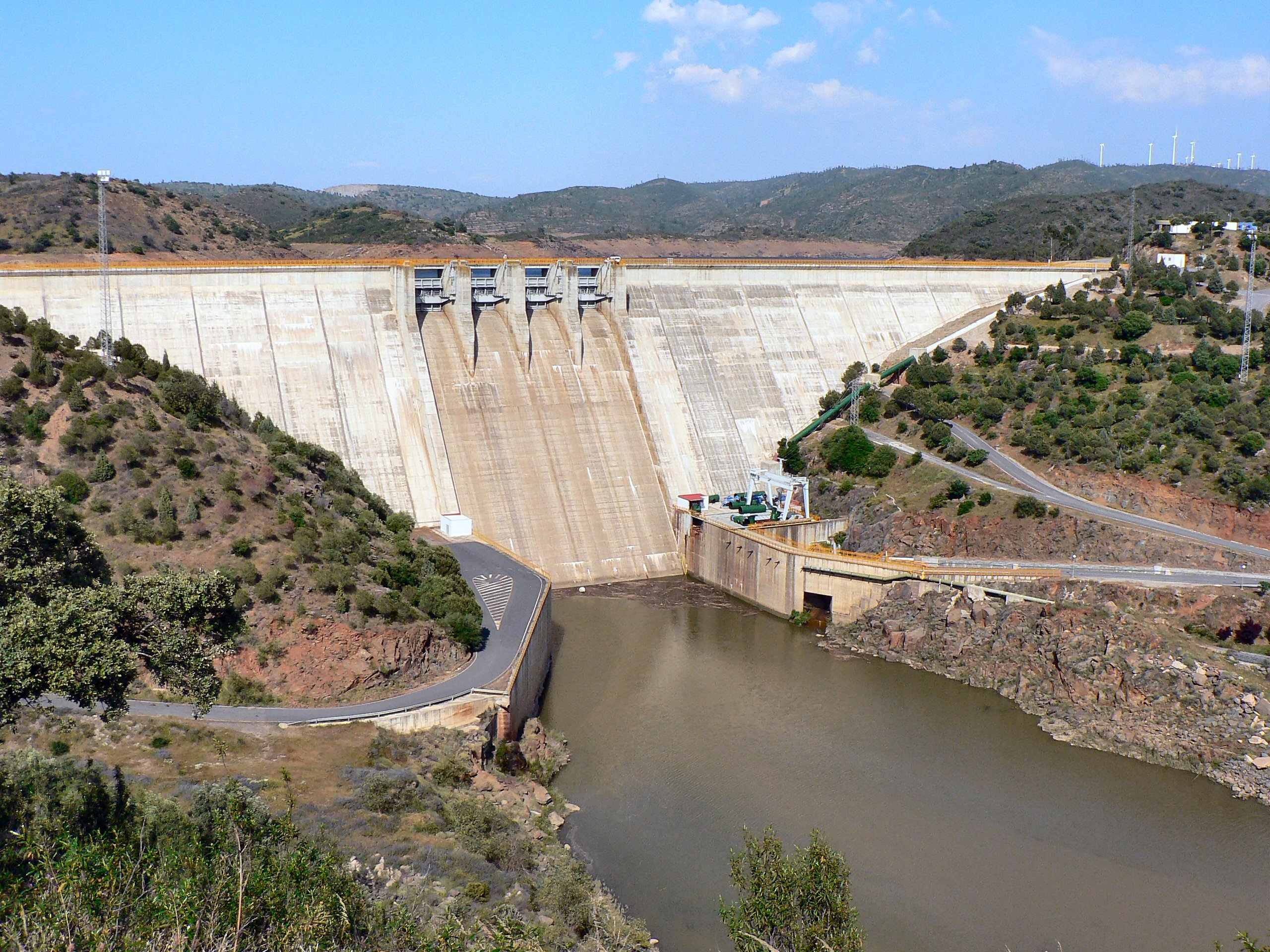
Barragem do Chança
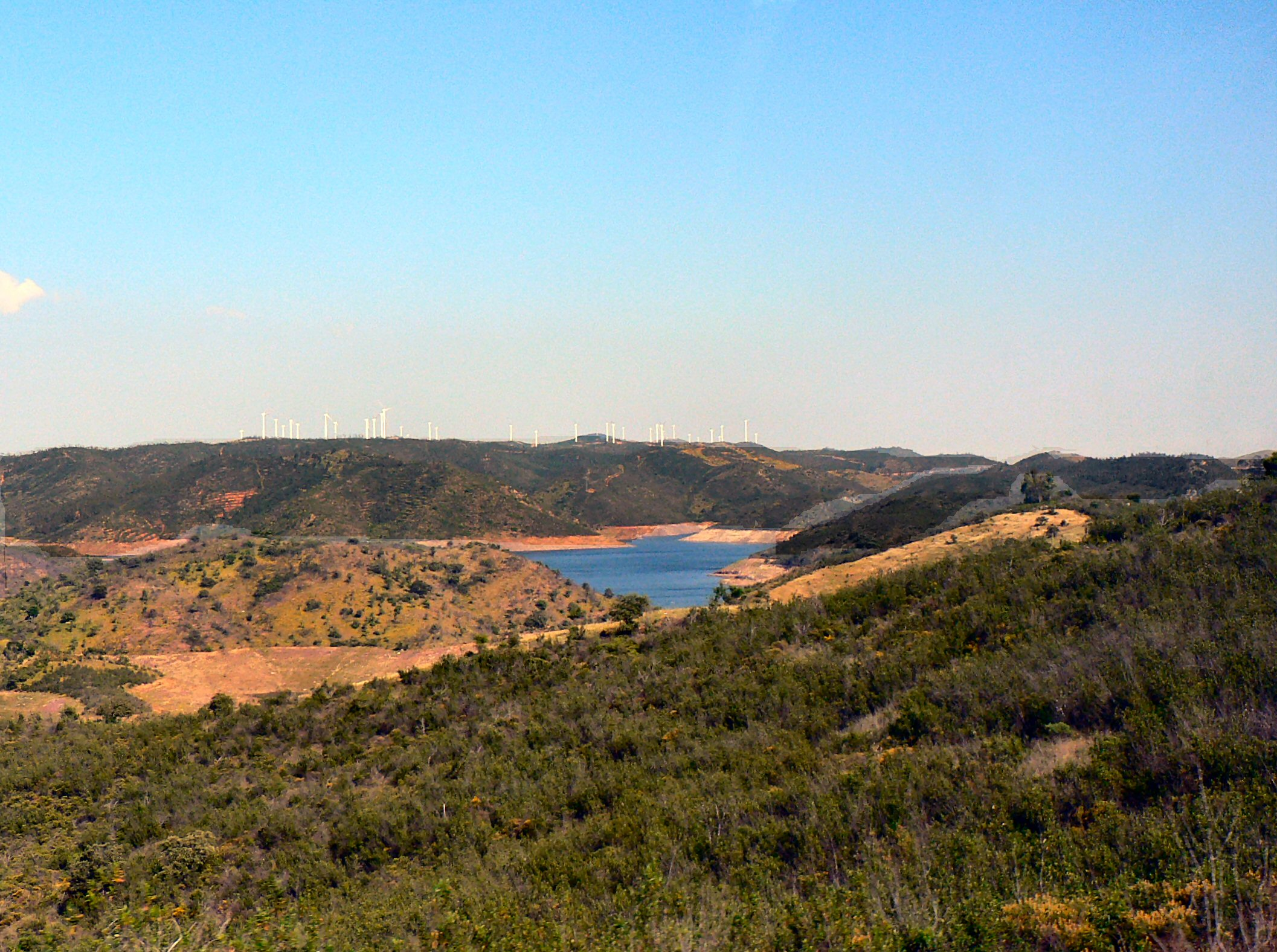
Albufeira da barragem do Chança
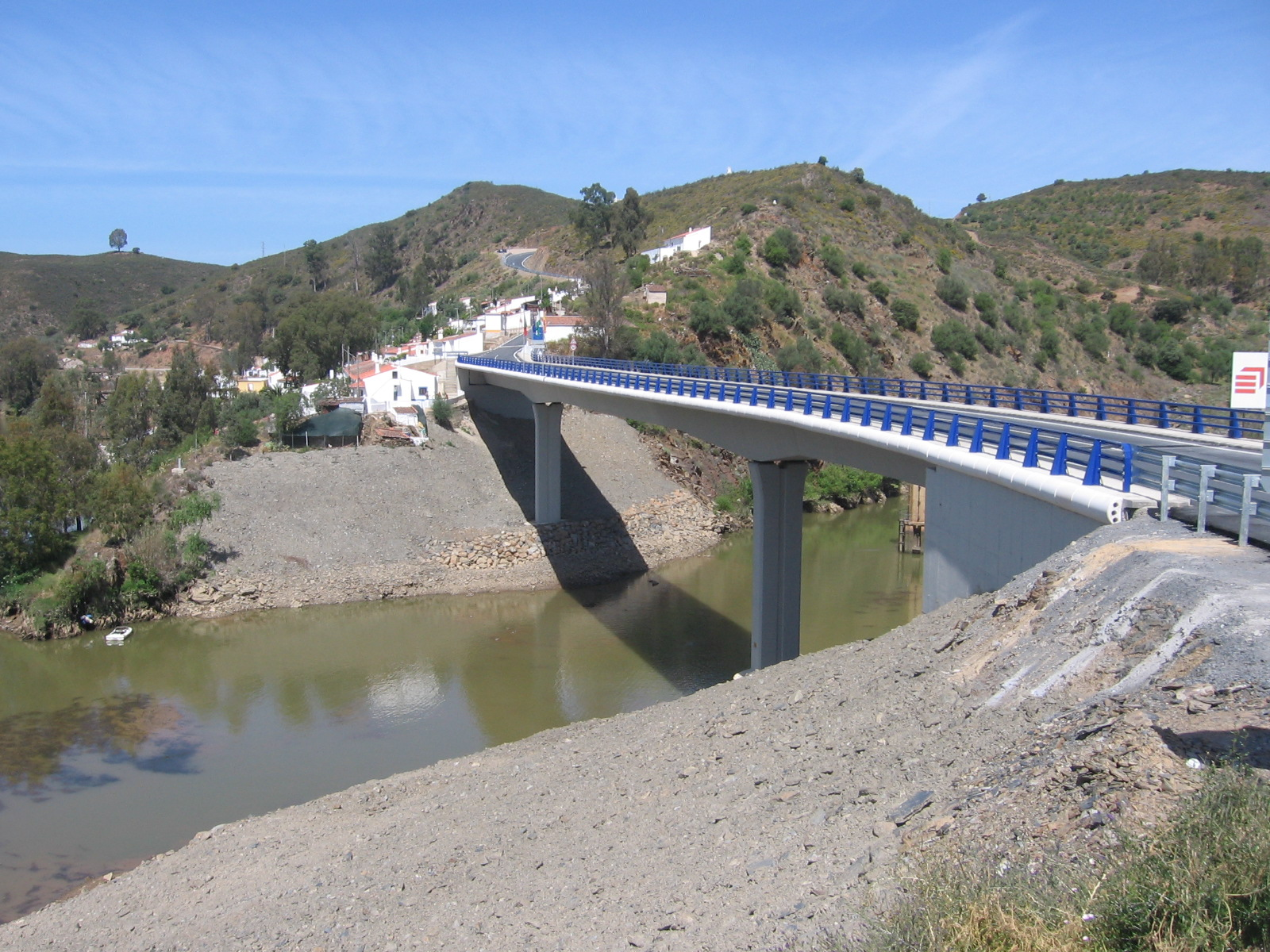
Ponte Internacional do Baixo Guadiana